# All of You (альбом Ахмада Джамала)
All of You — концертний альбом американського джазового піаніста Ахмада Джамала, випущений у 1962 році лейблом Argo.

## Опис
Це другий з двох LP, який тріо Ахмада Джамала записало в його власному клубі в Чикаго (the Alhambra), тут також грає басист Ізраел Кросбі, для якого цей записав став одним з останні; музикант несподівано помер у 1962 році. Гурт Джамала (в якому також грає ударник Вернел Фурньє) має своє власне звучання, часто грає тихо, однак ніколи не втрачає пристрасті. Особливо тут виділяються версії «Time on My Hands», «Star Eyes» і «All of You».
Альбом вийшов у 1962 році на лейблі Argo.

## Список композицій
1. «Time on My Hands» (Гародьд Адамсон, Мек Гордон, Вінсент Юманс) — 6:15
2. «Angel Eyes» (Ерл Брент, Метт Денніс) — 4:12
3. «You Go to My Head» (Дж. Фред Кутс, Гевен Гіллеспі) — 7:50
4. «Star Eyes» (Джин ДеПол, Дон Рей) — 5:55
5. «All of You» (Коул Портер) — 5:58
6. «You're Blasé» (Орд Гамільтон, Брюс Сівер) — 3:26
7. «What Is This Thing Called Love?» (Коул Портер) — 5:29

## Учасники запису
- Ахмад Джамал — фортепіано
- Ізраел Кросбі — контрабас
- Вернел Фурньє — ударні

Технічний персонал
- Леонард Чесс — продюсер
- Рон Мало — інженер
- Дон Бронстайн — обкладинка